# Ciîjîkove, Romnî
Ciîjîkove (în ucraineană Чижикове) este un sat în comuna Hrîșîne din raionul Romnî, regiunea Sumî, Ucraina.

## Demografie
Componența lingvistică a localității Ciîjîkove
     Ucraineană (96,77%)
     Rusă (3,23%)
Conform recensământului din 2001, majoritatea populației localității Ciîjîkove era vorbitoare de ucraineană (96,77%), existând în minoritate și vorbitori de rusă (3,23%).